# Lynn Collins
Lynn Collins (ur. 16 maja 1977 w Houston) – amerykańska aktorka sceniczna, filmowa i telewizyjna.

## Życiorys
Urodziła się jako Viola Lynn Collins w Houston. Ukończyła Juilliard School, a następnie jako aktorka sceniczna grywała w sztukach Williama Szekspira w Teatrze Ahmanson w Los Angeles.
Jako aktorka telewizyjna zadebiutowała w jednym z odcinków serialu Prawo i porządek: sekcja specjalna w 1999 roku. Za rolę w dramacie filmowym Kupiec wenecki (2004) była nominowana do nagrody Złotego satelity w 2005 roku.
Głośnymi filmami z jej udziałem były X-Men Geneza: Wolverine (2009) oraz John Carter (2012).

## Filmografia[3]
- 2012: John Carter jako Dejah Thoris
- 2012: Bezgranicznie (Unconditional) jako Samantha Crawford
- 2011: 10 lat (10 Years) jako Anna
- 2009: X-Men Geneza: Wolverine (X-Men Origins: Wolverine) jako Kayla Silverfox
- 2009: Nienasycony (Town Creek) jako Barb
- 2009: Niepewność (Uncertainty) jako Kate
- 2008: Czysta krew (True Blood) (serial TV 2008) jako Dawn Green
- 2007: Numer 23 (The Number 23) jako pani Dobkins
- 2007: Facet, który się zawiesił (Numb) jako Sara Harrison
- 2007: Nic świętego (Nothing Is Private) jako Thena
- 2007: Robak (Bug) jako R.C.
- 2006: Dom nad jeziorem (The Lake House) jako Mona
- 2006: Return to Rajapur jako Sara Reardon
- 2006: Psi kłopot (The Dog Problem) jako Lola
- 2004: Kupiec wenecki (The Merchant of Venice) jako Portia
- 2004: Dziś 13, jutro 30 (13 Going On 30) jako Wendy
- 2004: 50 pierwszych randek (50 First Dates) jako atrakcyjna kobieta
- 2003: Do diabła z miłością (Down with Love) jako dziewczyna
- 2002: Napiętnowany (Haunted) (serial TV 2002)